# Gudele (gmina Gudele)
Gudele (lit. Gudeliai) – miasteczko na Litwie w okręgu mariampolskim w rejonie Mariampol, położone na zachód od Mariampola i ok. 7 km od jeziora Amalwa. Siedziba starostwa Gudele.
Za Królestwa Polskiego istniała wiejska gmina Gudele.